# Lenssen
Lenssen oder Lenßen ist ein Familienname.

## Herkunft und Bedeutung
Es stellt das patronymische Form von Laurentius, Lorenz oder Lenz dar.

## Verbreitung
Der Name ist in Belgien, Norddeutschland und in den Niederlanden verbreitet.

## Varianten
- Lenzen, Lentzen, Linssen, Linßen, Linsen, Lintzen, Linzen

## Namensträger
- Anja Lenßen (* 1971), deutsche Theaterschauspielerin
- Claudia Lenssen (* 1950), deutsche Publizistin
- Ernst Lenßen (* 1837), deutscher Chemiker
- Gerhard Lenssen (1912–1992), deutscher Musiker (Dirigent, Regisseur)
- Harald Lenßen (* 1960), deutscher Kommunalpolitiker
- Heinz Lenssen (* 1944), deutscher Fußballspieler
- Ingo Lenßen (* 1961), deutscher Jurist
- Jürgen Lenssen (* 1947), Domkapitular in Würzburg, Kunstschaffender
- Maria Lenssen (1836–1919), Pionierin der gewerblichen Frauenausbildung
- Sebastian Lenßen (Sep/Kessemak; * 1988), deutscher Let’s Player von PietSmiet & Co.
- Wilhelm Lenssen (1914–1992), deutscher Landrat und Verwaltungsdirektor

## Andere Verwendung
- Lenßen, Scripted Reality von 2012